# Elisabetta d'Ungheria (regina di Polonia)
Elisabetta d'Ungheria (in ungherese Erzsébet, in polacco Elżbieta; 1128 – 21 luglio 1154) fu una delle figlie di Béla II d'Ungheria che divenne per matrimonio duchessa della Grande Polonia.
Era la primogenita del re Béla II d'Ungheria e di Elena di Rascia. Questa discendenza è confermata da diverse fonti che ripercorrono quanto affermato dal cronista Jan Długosz. Tuttavia, un filone storiografico sostenuto da Oswald Balzer ha confutato questa teoria per motivi cronologici: se la data del matrimonio di Elisabetta fosse corretta, la giovane doveva avere solo tra gli 8 e i 9 anni, un'età estremamente bassa anche per una sposa medievale. Balzer ha ipotizzato che Elisabetta fosse figlia del principe Álmos, duca di Croazia (padre del re Béla II), una parentela che è supportata anche da altri studiosi. Il punto dolente di questa ipotesi è rappresentato dai riferimenti forniti dalle cronache medievali (ad esempio, il Chronicon Polono-Silesiacum), i quali affermano chiaramente che Elisabetta era figlia del «re d'Ungheria», un titolo che Álmos non poté mai impiegare perché era solo un principe. Una teoria alternativa fu proposta da Kazimierz Jasiński: secondo lui, Elisabetta era figlia del re Stefano II. Anche se le fonti indicavano che, a causa del suo stile di vita dissoluto, Stefano II non ebbe dei figli, secondo Jasiński questi messaggi risalgono a un periodo più tardo e non meritano fiducia; inoltre, va tenuto conto del fatto che spesso i cronisti saltano la nascita della prole femminile.
Intorno al 1136, Elisabetta si sposò con il principe Miecislao, figlio del sovrano polacco Boleslao III Boccatorta. Il matrimonio fu celebrato in seguito all'accordo concluso un anno prima a Merseburg. Due anni dopo, il 28 ottobre 1138, il duca Boleslao III morì; ai sensi del suo testamento, Miecislao ereditò la provincia della Grande Polonia e divenne in un primo momento duca, con Elisabetta come duchessa.
Durante il matrimonio, Elisabetta diede al marito cinque figli, due maschi (Odon, duca di Grande Polonia, e Stefano, principe di Polonia) e tre femmine (Elisabetta, duchessa di Boemia e margravina di Lusazia, Ludmilla, duchessa di Lorena, e Giuditta, contessa di Anhalt e duchessa di Sassonia).
Elisabetta morì nel 1154.

## Ascendenza
|                       |                 |                       | Genitori            |  |  | Nonni |  |  | Bisnonni          |  |  | Trisnonni         |  |
|                       |                 |                       |                     |  |  |       |  |  | Géza I d'Ungheria |  |  | Béla I d'Ungheria |  |
|                       |                 |                       |                     |  |  |       |  |  | Géza I d'Ungheria |  |  | Béla I d'Ungheria |  |
|                       |                 | Richeza di Polonia    |                     |  |  |       |  |  | Géza I d'Ungheria |  |  |                   |  |
| Álmos d'Ungheria      |                 |                       |                     |  |  |       |  |  | Géza I d'Ungheria |  |  |                   |  |
|                       |                 | Sofia di Loon         | Emmo di Loon        |  |  |       |  |  |                   |  |  |                   |  |
|                       |                 | Sofia di Loon         | Emmo di Loon        |  |  |       |  |  |                   |  |  |                   |  |
|                       |                 | Sofia di Loon         | Suanilde d'Olanda   |  |  |       |  |  |                   |  |  |                   |  |
| Béla II d'Ungheria    |                 | Sofia di Loon         |                     |  |  |       |  |  |                   |  |  |                   |  |
|                       |                 | Svjatopolk II di Kiev | Izjaslav I di Kiev  |  |  |       |  |  |                   |  |  |                   |  |
|                       |                 | Svjatopolk II di Kiev | Izjaslav I di Kiev  |  |  |       |  |  |                   |  |  |                   |  |
|                       |                 | Svjatopolk II di Kiev | Gertrude di Polonia |  |  |       |  |  |                   |  |  |                   |  |
| Predslava di Kiev     |                 | Svjatopolk II di Kiev |                     |  |  |       |  |  |                   |  |  |                   |  |
|                       |                 | ?                     | …                   |  |  |       |  |  |                   |  |  |                   |  |
|                       |                 | ?                     | …                   |  |  |       |  |  |                   |  |  |                   |  |
|                       |                 | ?                     | …                   |  |  |       |  |  |                   |  |  |                   |  |
| Elisabetta d'Ungheria |                 | ?                     |                     |  |  |       |  |  |                   |  |  |                   |  |
|                       | Marko di Rascia | Petrislav di Rascia   |                     |  |  |       |  |  |                   |  |  |                   |  |
|                       | Marko di Rascia | Petrislav di Rascia   |                     |  |  |       |  |  |                   |  |  |                   |  |
|                       | Marko di Rascia | …                     |                     |  |  |       |  |  |                   |  |  |                   |  |
| Uroš I di Rascia      | Marko di Rascia |                       |                     |  |  |       |  |  |                   |  |  |                   |  |
|                       |                 |                       | …                   |  |  |       |  |  |                   |  |  |                   |  |
|                       |                 |                       |                     |  |  |       |  |  |                   |  |  |                   |  |
|                       |                 | …                     |                     |  |  |       |  |  |                   |  |  |                   |  |
| Elena di Rascia       |                 |                       |                     |  |  |       |  |  |                   |  |  |                   |  |
|                       |                 | Costantino Diogene    | Romano IV Diogene   |  |  |       |  |  |                   |  |  |                   |  |
|                       |                 | Costantino Diogene    | Romano IV Diogene   |  |  |       |  |  |                   |  |  |                   |  |
|                       |                 | Costantino Diogene    | Anna di Bulgaria    |  |  |       |  |  |                   |  |  |                   |  |
| Anna Diogenissa       |                 | Costantino Diogene    |                     |  |  |       |  |  |                   |  |  |                   |  |
|                       |                 | Teodora Comnena       | Giovanni Comneno    |  |  |       |  |  |                   |  |  |                   |  |
|                       |                 | Teodora Comnena       | Giovanni Comneno    |  |  |       |  |  |                   |  |  |                   |  |
|                       |                 | Teodora Comnena       | Anna Dalassena      |  |  |       |  |  |                   |  |  |                   |  |
|                       |                 | Teodora Comnena       |                     |  |  |       |  |  |                   |  |  |                   |  |